# Elliot Gómez
Elliot Gómez López (Güímar, 11 de junio de 1999), más conocido como Elliot Gómez, es un futbolista español que juega de centrocampista en la U. E. Santa Coloma de la Primera División de Andorra.

## Trayectoria
Se formó en las canteras del C. D. Tenerife y del Real Madrid C. F., en el que jugó en su equipo juvenil llegando a jugar la Liga Juvenil de la UEFA. 
En 2018 forma parte de la plantilla del Real Madrid Castilla, club que lo cedió en esa misma temporada al Burgos C. F. para que jugase durante la temporada 2018-19. En las filas del Burgos CF disputó 7 partidos en la primera vuelta de la temporada.
Seis meses después, en enero de 2019, abandonó el conjunto castellano y recaló en el filial del C. D. Tenerife. El 22 de noviembre hizo su debut en el fútbol profesional con el primer equipo del C. D. Tenerife, en un partido de Segunda División frente al Real Sporting de Gijón.
El 2 de octubre de 2020 se anunció su cesión con opción de compra al Real Valladolid C. F. Promesas por una temporada. Dicha opción no se hizo efectiva y el 24 de agosto de 2021 firmó, también como cedido, por el Hércules C. F.
Después de estas dos cesiones regresó a Tenerife, aunque el 6 de agosto rescindió su contrato y fichó por la S. D. Compostela. Allí estuvo una temporada antes de firmar en julio de 2023 por la S. C. R. Peña Deportiva. En sus primeros meses con este equipo solo jugó un partido, por lo que en el mes de octubre decidió marcharse y se unió al C. A. Pulpileño.
De cara a la temporada 2024-25 regresó a Canarias y fichó por una U. D. Los Llanos que iba a competir en la Tercera Federación.

## Clubes
| Club                                    | País    | Año       |
| --------------------------------------- | ------- | --------- |
| Real Madrid Castilla C. F.              | España  | 2018-2019 |
| Burgos C. F. (cedido)                   | España  | 2018-2019 |
| C. D. Tenerife "B"                      | España  | 2019-2020 |
| C. D. Tenerife                          | España  | 2020-2022 |
| Real Valladolid C. F. Promesas (cedido) | España  | 2020-2021 |
| Hércules C. F. (cedido)                 | España  | 2021-2022 |
| S. D. Compostela                        | España  | 2022-2023 |
| S. C. R. Peña Deportiva                 | España  | 2023      |
| C. A. Pulpileño                         | España  | 2023-2024 |
| U. D. Los Llanos                        | España  | 2024-2025 |
| U. E. Santa Coloma                      | Andorra | 2025-     |